# 糸島市消防本部
糸島市消防本部（いとしまししょうぼうほんぶ）は、福岡県糸島市の消防部局（消防本部）。管轄区域は糸島市全域。

## 概要
出典による。
- 消防本部：糸島市前原1783-1
- 管内面積：215.70km2
- 消防署1カ所、出張所3カ所

## 沿革
- 2010年（平成22年）1月 - 前原市・二丈町・志摩町が対等合併し、糸島市が誕生。消防本部を統合し、糸島市消防本部発足。

## 組織
- 本部－総務課、警防課、予防課
- 消防署

## 消防署
| 消防署       | 住所       | 出張所                                             |
| ------------ | ---------- | -------------------------------------------------- |
| 糸島市消防署 | 前原1783-1 | 前原:波多江566-4 二丈:二丈福井2783-2 志摩:志摩初30 |